# Karsten Schütze
Karsten Schütze (* 7. Dezember 1966 in Leipzig) ist ein deutscher Kommunalpolitiker und ist Mitglied der Sozialdemokratischen Partei Deutschlands. 
Seit dem Jahr 2013 ist er Oberbürgermeister der Großen Kreisstadt Markkleeberg.

## Leben
An der Erweiterten Oberschule „Rudolf-Hildebrand-Schule“ erlangte Karsten Schütze im Jahr 1985 die Hochschulreife und begann daraufhin an der Pädagogischen Hochschule Erfurt/Mühlhausen sein Lehramtsstudium. Im Jahr 1990 erlangte er seinen Abschluss als Diplom-Lehrer für Biologie und Chemie.
Nach seinem Studium war Schütze an der Alwin-Malz-Oberschule in Markkleeberg-Mitte als Lehrer tätig. Nach nur einem Jahr wechselte er an das Gymnasium Rudolf-Hildebrand-Schule in Markkleeberg-West. Bis zu seinem Amtsantritt als Oberbürgermeister der Stadt Markkleeberg, im Jahr 2013, war er dort über 20 Jahre als Lehrer tätig.

## Politik
1999 kandidierte Schütze (damals parteilos) auf der Liste der SPD für den Markkleeberger Stadtrat. 2001 wurde er Mitglied der SPD. Nachdem der bisherige Oberbürgermeister der Stadt Markkleeberg Bernd Klose von seinem Amt zurückgetreten war, wurde Karsten Schütze am 22. September 2013 zu seinen Nachfolger gewählt.
Zuvor war Schütze bereits als Stadtrat von Markkleeberg und als Kreisrat des ehemaligen Landkreises Leipziger Land und des Landkreises Leipzig tätig. In der Oberbürgermeisterwahl am 20. September 2020 setzte sich Schütze, mit 66,8 Prozent Stimmenanteil, deutlich gegen den CDU-Kandidaten Karsten Tornow durch.

## Privates
Karsten Schütze ist seit 1988 mit seiner Frau Annett verheiratet. Die gemeinsame Tochter des Ehepaares wurde 1986 geboren.